# Saccopharynx flagellum
Saccopharynx flagellum és el nom científic d'una espècie de peix abisal pertanyent al gènere Saccopharynx. És una espècie batipelàgica que habita entre 2000 i 3000 m de profunditat en la zona nord de l'oceà Atlàntic.